# Acroxena
Acroxena es un género de escarabajos de la familia Chrysomelidae. El género fue descrito científicamente primero por Baly en 1879. Esta es una lista de especies perteneciente a este género:
- Acroxena clypeata (Baly, 1888)
- Acroxena femoralis Kimoto, 1989
- Acroxena formosana (Chujo, 1963)
- Acroxena fulva Kimoto, 1989
- Acroxena indica (Jacoby, 1896)
- Acroxena martensi Medvedev, 1990
- Acroxena nasuta Baly, 1879
- Acroxena nigricornis Medvedev, 1992
- Acroxena paradoxa Laboissiere, 1936
- Acroxena samoderzhenkovi Medvedev, 1992
- Acroxena shirozui Kimoto, 1969